# 模拟信号处理
模拟信号处理（英語：analog signal processing）是指对连续模擬信號采用模拟处理（与通过数字处理进行信号处理的离散数字信号处理相对）的方法的任何信号处理过程。“模拟”意味着数学上是值域连续的。这与使用一系列离散量来表示信号的“數位”不同。模拟值通常表示为电子设备中的電壓、电流或器件周围的電荷。影响这种物理量的误差或噪声，都将表示为对应的信号的误差和噪声。
模拟信号处理的例子包括扬声器分频器，音响上的“低音”、“高音”和“音量”控制，和电视上的“色调”控制。常见的模拟处理元件包括电容器、电阻器、电感器和晶体管。

## 模拟信号处理使用的工具
系统行为的数学模型在时域表示为 h(t)，在頻域表示为 H(s)，其中 s 是 s=a+ib（或者用s=a+jb表示，由于电流用变量 i 表示，电气工程师用 j 表示复数单位） 形式的复数。输入信号通常表示为 x(t) 或 X(s)，而输出线号通常为 y(t) 或 Y(s)。

### 卷积
卷积是信号处理中的基本概念。将输入信号与系统函数卷积，可以得到输出信号。卷积运算由*表示。卷积的定义：
{\displaystyle y(t)=(x*h)(t)=\int _{a}^{b}x(\tau )h(t-\tau )\,d\tau }
这就是卷积积分，用于求信号和系统的卷积；通常 a = -∞，b = +∞。

### 傅里叶变换
傅里叶变换是将时域中的信号或系统变换为频域函数，但它仅适用于某些特定函数。系统或信号可以通过傅里叶变换进行变换的约束条件是：
{\displaystyle \int _{-\infty }^{\infty }|x(t)|\,dt<\infty }
傅里叶变换的积分：
{\displaystyle X(j\omega )=\int _{-\infty }^{\infty }x(t)e^{-j\omega t}\,dt}
通常傅里叶变换积分不用于确定变换；相反，会使用变换表来求信号或系统的傅里叶变换。傅里叶逆变换将频域信号转变为时域：
{\displaystyle x(t)={\frac {1}{2\pi }}\int _{-\infty }^{\infty }X(j\omega )e^{j\omega t}\,d\omega }
可以转换的每个信号或系统都具有唯一的傅立叶变换。每个频率信号只有一个时间信号，反之亦然。

### 拉普拉斯变换
拉普拉斯变换是傅里叶变换的推广。它允许任何系统或信号的变换，因为它是变换到复平面而不是像傅里叶变换一样变换到 jω 线。主要区别在于拉普拉斯变换有一个变换有效的收敛域。这意味着频域的信号可能有一个以上时间信号；正确时间信号由收敛域决定。如果收敛区包括 jω 轴，则 jω 可以代入 s 的拉普拉斯变换，并且与傅里叶变换相同。拉普拉斯变换为：
{\displaystyle X(s)=\int _{0^{-}}^{\infty }x(t)e^{-st}\,dt}
如果 X(s) 的所有奇点在复平面的左半部分中，则拉普拉斯逆变换为：
{\displaystyle x(t)={\frac {1}{2\pi }}\int _{-\infty }^{\infty }X(s)e^{st}\,ds}

### 波德图
波德圖是系统的幅度关于频率和相位关于频率的曲线图。幅度轴单位为分貝（dB）。相位轴的单位为角度或弧度。频率轴使用對數尺度。这很有用，因为对于正弦波输入，输出为输入乘以该频率下幅度的值并偏移该频率下的相位值。

## 域

### 时域
这是大多数人所熟悉的域。时域图像显示信号关于时间的变化。

### 频域
頻域图像显示信号在其存在的每一频率上的相移或幅度。这些图像可以通过取时间信号的傅里叶变换以及波德图。